# جورج هانغرفورد
جورج هانغرفورد هو مجدف ومحامي كندي، ولد في 2 يناير 1944 في فانكوفر في كندا.

## وصلات خارجية
- جورج هانغرفورد على موقع الاتحاد الدولي للتجديف (الإنجليزية)
- جورج هانغرفورد على موقع اللجنة الأولمبية الدولية (الإنجليزية)
- جورج هانغرفورد على موقع أوليمبيديا (الإنجليزية)
- جورج هانغرفورد على موقع قاعة كندا للمشاهير الرياضية (الإنجليزية)